# Amy Herzog
Amy Herzog es una dramaturga estadounidense. Su obra "4000 Miles", que se representó Off-Broadway en 2011, fue finalista para el Premio Pulitzer de Drama en 2013. Su obra "Mary Jane", que se representó Off-Broadway en 2017, ganó el Premio Círculo de Críticos de Teatro de Nueva York al Mejor Drama. Las obras de Herzog han sido producidas Off-Broadway y han recibido nominaciones, entre otras: al Premio Lucille Lortel al Mejor Actor y Actriz Destacados (After the Revolution); la nominación al Premio Drama Desk al Mejor Actor de Reparto en una Obra (The Great God Pan); y las nominaciones al Premio Drama Desk al Mejor Drama y a la Mejor Actriz en una Obra (Belleville). Fue finalista para el Premio Susan Smith Blackburn en 2012-2013 y 2016-2017. También fue nominada a un Premio Tony en 2023 a la Mejor Revival de una Obra por su adaptación de "Casa de muñecas" de Ibsen.

## Vida personal
El abuelo de Herzog es el compositor Arthur Herzog Jr. Está casada con el director de escena Sam Gold; tienen dos hijos. Creció en Highland Park, Nueva Jersey y fue la mejor alumna de su clase de graduación en 1996 en la Highland Park High School.

### Carrera
Herzog obtuvo una licenciatura en el Colegio de Yale y una Maestría en Bellas Artes de la Escuela de Drama de Yale. Sus profesores incluyeron a Richard Nelson y John Guare. Jim Nicola, productor de "Belleville" en el New York Theatre Workshop, dijo que "la distinción del trabajo de Herzog es su creencia de que la experiencia privada e individual siempre es inseparable de los procesos históricos y públicos, cuando explora vidas humanas". Herzog enseña en Yale como conferenciante en Dramaturgia.

### Estilo y temas
Tim Sanford, exdirector artístico de Playwrights Horizons, señaló que ella está dispuesta "a abordar 'ideas e historia, que no todos creen ya'. También elogia la sofisticación de sus estructuras y personajes. 'Puedes ver la afinidad con Richard Nelson, quien fue su profesor', señala Sanford, refiriéndose al veterano dramaturgo y profesor en la Escuela de Drama de Yale".
Richard Nelson dijo: "Tiene una gran, gran facilidad para el diálogo... Es limpio, es simple, es evocador, es ingenioso. Está vivo y se habla fácilmente. Muy, muy actuables. Eso es un talento dado". John Guare señaló "Amy llegó completamente formada". Guare también mencionó su "compasión cálida y ojos fríos para sus personajes".
Herzog basó varios personajes en sus obras en miembros de su familia. El personaje de Vera Joseph en "4000 Millas" está basado en su abuela, Leepee. Vera apareció inicialmente en su obra "Después de la Revolución". Leo en "4000 Millas" está basado en su primo que perdió a un buen amigo. Los "Josephs" en sus obras también están parcialmente basados en la familia de su padrastro.

### Después de la Revolución
Su obra "Después de la Revolución" tuvo su estreno mundial en el Festival de Teatro de Williamstown, Massachusetts, del 22 de julio al 1 de agosto de 2010. La obra se estrenó Off-Broadway en Playwrights Horizons en octubre de 2010 (en preestreno) y se mantuvo en cartel hasta el 12 de diciembre de 2010. La obra trata sobre la joven nieta que continúa la "tradición marxista de su familia, dedicando su vida al recuerdo de su abuelo en la lista negra". La obra fue dirigida por Carolyn Cantor y el elenco incluyó a Mare Winningham, Lois Smith (como Vera), Peter Friedman y Katharine Powell.
La obra recibió nominaciones para el Premio Lucille Lortel al Mejor Actor y Actriz Destacados, así como para el Premio Outer Critics Circle, premio John Glassner. Charles Isherwood, en su crítica para The New York Times, llamó a la obra "inteligente, absorbente" y escribió: "golpea una nota fresca al situarse entre una familia de seres exóticos". Herzog ganó el "Premio al Dramaturgo Sobresaliente del New York Times" por esta obra; el premio lleva un premio de $5000.

### El Gran Dios Pan
Su obra El Gran Dios Pan se estrenó en Playwrights Horizons en diciembre de 2012 y cerró el 13 de enero de 2013. Dirigida por Carolyn Cantor, el elenco incluyó a Becky Ann Baker, Peter Friedman, Jeremy Strong (Jamie), Keith Nobbs (Frank) y Joyce Van Patten.
La obra trata sobre un periodista, Jamie, de 32 años. Jamie recibe la noticia por parte de su viejo amigo Frank de que este último está demandando a su propio padre por abuso sexual; Frank sospecha que Jamie también fue abusado. Aunque Jamie lo niega, su vida y relaciones se ven sacudidas por la confusión. Herzog dijo que la obra "no trata sobre el abuso, trata sobre la memoria y el autodescubrimiento".
Charles Isherwood, en su reseña para The New York Times, escribió: Herzog "ha surgido en los últimos años como una de las brillantes luces teatrales de su generación...Escribe con una sensibilidad aguda hacia el complejo tejido de sentimientos que se encuentran en todas las relaciones humanas, prestando especial atención a la manera en que rodeamos áreas de emoción radiactiva. La Sra. Herzog crea dramas silenciosamente cautivadores de nuestro instinto de evitar el drama, observando cómo eventos trascendentales en nuestras vidas pueden pasar casi sin ser registrados en la superficie". La obra recibió una nominación al Premio Drama Desk 2013 al Mejor Actor de Reparto en una Obra (Peter Friedman).

### Belleville
Belleville tuvo su estreno mundial en el Yale Repertory Theatre en octubre y noviembre de 2011, dirigida por Anne Kauffman. Esta obra fue encargada por Yale Rep. La obra luego se estrenó Off-Broadway en el New York Theatre Workshop del 3 de marzo al 14 de abril de 2013. Nuevamente dirigida por Anne Kauffman, el elenco incluyó a Maria Dizzia y Greg Keller. Belleville se estrenó en Londres en el Donmar Warehouse el 14 de diciembre de 2017. Dirigida por Michael Longhurst, el elenco incluyó a James Norton e Imogen Poots.
La obra involucra a dos jóvenes estadounidenses casados, Zack y Abby, viviendo en París en un "apartamento bohemio y funky en el emergente Belleville". La "noble misión de Zack [es] luchar contra el SIDA pediátrico".
La obra recibió nominaciones al Premio Lucille Lortel al Mejor Director (Anne Kauffman) y al Mejor Diseño de Iluminación (Ben Stanton). La obra también recibió nominaciones al Premio Drama Desk 2013 al Mejor Drama y a la Mejor Actriz en una Obra (Maria Dizzia). Herzog, por Belleville, fue finalista para el Premio Susan Smith Blackburn 2013.

### Mary Jane
Su obra Mary Jane se estrenó en el Yale Repertory Theatre, New Haven, Connecticut, del 28 de abril al 20 de mayo de 2017, dirigida por Anne Kauffman. Mary Jane fue finalista para el Premio Susan Smith Blackburn de 2017. La producción de Yale Rep contó con Emily Donahoe (Mary Jane) y Kathleen Chalfant (Ruthie, Tenkei). Mary Jane se estrenó Off-Broadway en el New York Theatre Workshop el 6 de septiembre de 2017 (en preestreno) y cerró el 29 de octubre de 2017. La producción Off-Broadway, dirigida por Anne Kauffman, contó con Carrie Coon (Mary Jane), Brenda Wehle (Ruthie, Tenkei) y Liza Colón-Zayas. Mary Jane se centra en una madre soltera (Mary Jane) que está criando a un hijo enfermo, ayudada por amigas. El elenco Off-Broadway era nuevo, y la directora Kaufman tuvo "la oportunidad de reexaminarlo desde un nuevo ángulo".
Mary Jane ganó el Premio al Mejor Drama del Círculo de Críticos de Teatro de Nueva York el 3 de mayo de 2018.
La obra recibió seis nominaciones a los Premios Lucille Lortel 2018: Mejor Director (Anne Kauffman), Mejor Actriz Protagonista en una Obra (Carrie Coon), Mejor Actriz de Reparto en una Obra (Liza Colón-Zayas), Mejor Diseño Escénico (Laura Jellinek), Mejor Diseño de Iluminación (Japhy Weideman) y Mejor Diseño de Sonido (Leah Gelpe).
La obra recibió dos nominaciones a los Premios Drama Desk 2018: Mejor Obra y Mejor Actriz en una Obra (Carrie Coon).

### Obras Recientes
La nueva adaptación de Herzog de Casa de muñecas de Ibsen se presentó en 2023 en el Teatro Hudson, protagonizada por Jessica Chastain.
Su adaptación de Un enemigo del pueblo de Ibsen se estrenó en Broadway el 18 de marzo de 2024, dirigida por su esposo, Sam Gold.

## Obras
- Después de la Revolución - 2010, Festival de Teatro de Williamstown; Playwrights Horizons [15] Nominación al Premio John Gassner; Premio Lilly.
- 4000 Millas - 2011, Lincoln Center.
- Belleville - 2011, Yale Repertory Theatre; New York Theatre Workshop (2013).[25][42]
- El Gran Dios Pan - 2012, Playwrights Horizons.[20]
- Mary Jane - 2017, Yale Repertory Theatre, New York Theatre Workshop.
- Casa de muñecas - 2023, Teatro Hudson (adaptación de la obra de Henrik Ibsen).[43]

## Premios y honores
- Recibió el Premio Helen Merrill en 2008 para Aspirantes a Dramaturgos.[24]
- Ganó un Premio Whiting en 2011, que incluía un premio de $50,000. [44]Recibió el Premio Lilly en 2011 por su dramaturgia. (La Fundación Lilly Award. tiene como misión "celebrar el trabajo de las mujeres en el teatro y promover la igualdad de género en todos los niveles de producción teatral").[45]
- Herzog ganó el Premio Obie en la categoría de Mejor Nueva Obra Estadounidense por 4000 Millas en 2012.[46]
- Fue finalista del Premio Susan Smith Blackburn 2012-2013 por Belleville; cada finalista recibe $2,500.[47]
- Fue finalista del Premio Susan Smith Blackburn 2016-2017 por su obra Mary Jane. Cada finalista recibe $5,000.[48][49]
- Ganó el Premio Círculo de Críticos de Teatro de Nueva York al Mejor Drama por Mary Jane en 2018. El premio incluye un premio en efectivo de $2,500.[50]
- Herzog recibió el Premio Horton Foote de Dramaturgia 2019 (junto con Heidi Schreck) otorgado por el Gremio de Dramaturgos de América. El premio, que se entregará en una ceremonia en julio de 2019, tiene un premio en efectivo de $12,500.[51]
- La adaptación de Herzog de "Casa de muñecas" de Ibsen le valió una nominación al Tony por Mejor Revival de una Obra.[52]